# Atlas Games
Atlas Games è una casa editrice statunitense di giochi di ruolo e giochi da tavolo. Il suo fondatore e presidente è John Nephew.

## Giochi
I giochi pubblicati includono:

### Giochi di ruolo
- Robin Laws, Jonathan Tweet (1992). Over the Edge. Gioco di ruolo di spionaggio ambientato in un'immaginaria isola del Mediterraneo. Seconda edizione nel 1997
- Joel M. Kaye, Robin D. Laws, Stephan Michael Sechi (1993). Pandemonium! Adventures in Tabloid World. Pubblicato dalla M.I.B. Productions e distribuito dalla Atlas Games
- Jonathan Tweet e Mark Rein·Hagen (1996) Ars Magica. Quarta edizione. Quinta edizione con revisione di David Chart nel 2004. Quest'ultima ha vinto l'Origins Award 2004 per miglior gioco di ruolo[1]
- Lise Breakey (1999). Furry Pirates: Swashbuckling Adventure in the Furry Age of Piracy
- Robin Laws (1999). Feng Shui: Action Movie Roleplaying. Seconda edizione
- John Tynes e Greg Stolze (1998). Unknown Armies. Gioco di ruolo ambientato tra società occulte nel mondo moderno
- Robin Laws (2001). Rune. Gioco di ruolo prodotto su licenza dell'omonimo videogioco
- Doug Anderson (2005). Northern Crown. Gioco di ruolo ambientato in una versione alternativa dell'America coloniale in cui funziona la magia.
- Coriolis. Linea editoriale di avventure con statistiche di gioco per il d20 System e un gioco di ruolo della Atlas Game (Feng Shui, Ars Magica o Unknown Armies)
- Penumbra. Linea editoriale di supplementi generici per regolamenti d20 System rilasciati in Open Gaming License

### Giochi da tavolo
- Richard Lambert, Andrew Rilstone, James Wallis (1994). C'era una volta (Once Upon a Time). Seconda edizione nel 1995 e terza nel 2012.
- John Nephew, Jonathan Tweet (1994). On the Edge. Gioco di carte collezionabile basato sull'ambientazione del gioco di ruolo Over the Edge
- Charlie Wiedman (1996). Lunch Money. Vincitore dell'Origins Award 1996 per il miglior gioco di carte a pari merito con Legend of the Five Rings: Battle of Beiden Pass e Mythos[2]
  - Charlie Weidman (2004). Lunch Money: Sticks and Stones
  - Charlie Weidman (2005). Beer Money
- Jeff Tidball (1998). Spammers
- Jeff Tidball (1998). Cults Across America. Ogni giocatore controlla un culto che cerca di ottenere il controllo degli Stati Uniti
- Thomas Denmark (2003). Dungeoneer
- Keith Baker (2004). Gloom. Vincitore dell'Origins Award 2005 per il miglior gioco tradizionale dell'anno[3]
- Jeff Tidball (2004). Cthulhu 500. Un gioco che mescola le corse automobilistiche con i miti di Cthulhu. Vincitore dell'Origins Award 2004 per il miglior gioco di carte tradizionale[1]
- Jeff Tidball (2006). Pieces of Eight
- Morgan Dontanville (2006). Recess!
- Ted Alspach (2006). Seismic